# Museu de Arte Moderna Aloisio Magalhães
O Museu de Arte Moderna Aloisio Magalhães ou MAMAM é um museu localizado na cidade do Recife, capital do estado brasileiro de Pernambuco. É considerado um centro de referência da produção moderna e contemporânea das artes visuais.
Através da divulgação, registro e reflexão sobre a arte do presente e suas referências históricas, o MAMAM tem contribuído para a formação cultural do público e para o adensamento do meio institucional e artístico do Recife.

## Espaço

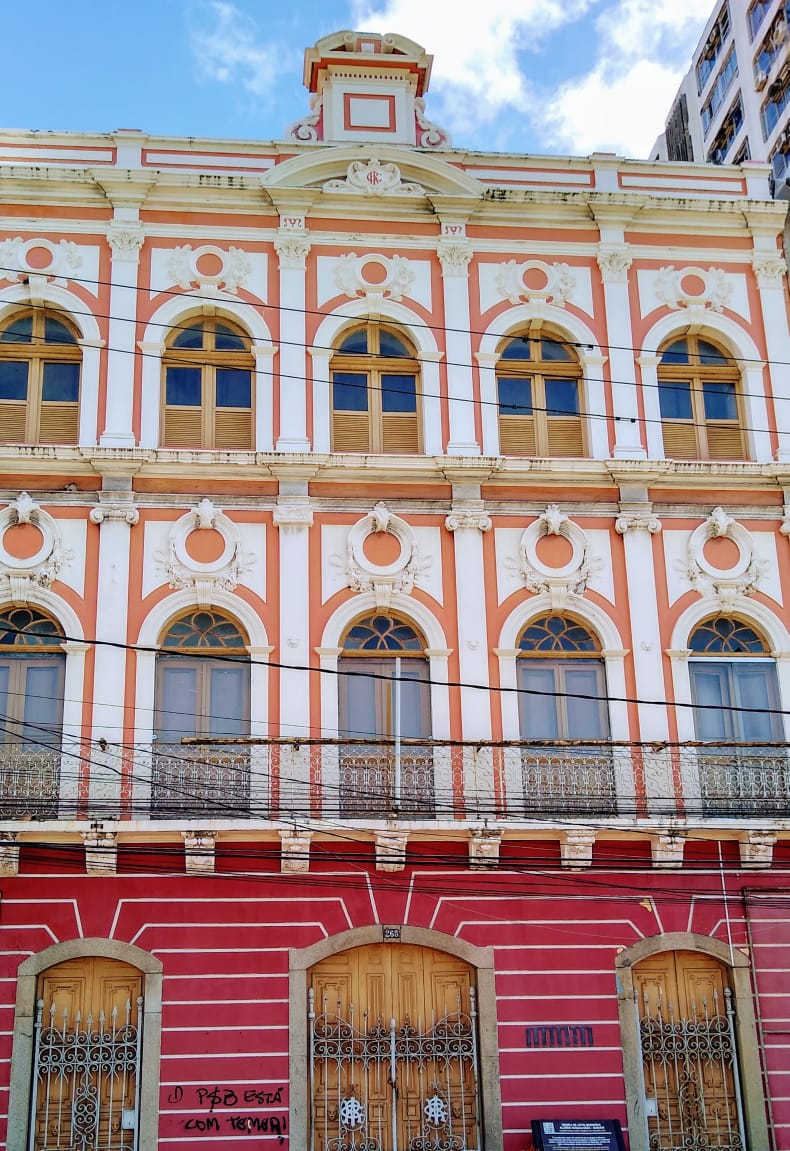
Entrada do MAMAM na rua Aurora

O MAMAM possui 3 pavimentos – com 7 salas expositivas -, Aquario Oiticica –espaço dedicado a projetos especiais de pequeno porte -, biblioteca especializada em arte moderna e contemporânea, reserva técnica, auditório e pátio interno, totalizando 1.800m2. Nesses dois últimos espaços são realizadas palestras, lançamentos de livro, entre outras ações relacionadas à cultura e artes – preferencialmente produção contemporânea. Os salões expositivos do Museu são destinados a exposições temporárias que podem ser propostas pelo museu, planejadas em parceria, ou ainda para recepção de itinerâncias nacional e internacional de exposições de relevância.
Além da estrutura da sede, citada acima, o Museu possui uma segunda casa, o MAMAM no Pátio, que foi inaugurado em 2006 no Pátio de São Pedro, centro histórico de Recife. O espaço está voltado para a produção atual, e vem desenvolvendo projetos de Residência Artística, Residência Educativa, Exposições e Performances, e estimulando a produção de trabalhos experimentais na área das artes visuais. Contudo, em 2014, devido à queda de viga, no local do CFAV - casa conjugada ao MAMAM no Pátio - o MAMAM foi orientado a fechar o anexo no Pátio, por uma questão de segurança, assim, desde então não foram realizadas ações no referido espaço.

## Acervo
O Acervo do Mamam é composto por 1.192 obras do mais diversos artistas, com a predominância de um perfil moderno e contemporâneo. Com um projeto geral voltado para a democratização e equiparação de ações entre artistas mulheres e artistas homens, o museu tem se dedicado cada vez mais a visibilização de produções de mulheres. Além disso, a partir de 2017, a reserva técnica do Mamam teve um direcionamento maior para a higienização e organização de seus arquivos por conta da contratação de uma museóloga para trabalhar especificamente nas questões relacionadas ao acervo. O setor também é responsável pela elaboração de ações diversas (seminários, oficinas, projetos e atividades) que envolvam questões relacionadas ao acervo do museu.

### Empréstimos de obras e o Projeto acervo em diálogo
A instituição trabalha também com o empréstimo de obras, tornando a memória ainda mais viva, ao inserir os artistas e obras pertencentes ao acervo no circuito nacional/internacional das artes visuais. Em 2017, 46 obras emprestadas, para as Seguintes exposições: 32a Bienal de São Paulo (SP), Galeria Almeida Dale (SP), Instituto Conceição Moura (Belo Jardim/PE), Galeria Janete Costa (PCR), Museu do Estado de Pernambuco (PE). Em 2018, não houve empréstimo de obras do acervo.
O MAMAM segue um padrão de segurança para acesso na Reserva Técnica, de modo que é necessário prévio agendamento e acompanhamento da equipe técnica do Acervo nas visitações. E é seguindo essa norma de segurança, que o Museu tem ainda um Projeto de exibição Pocket (dentro ou fora do acervo) de uma obra do acervo, onde um pesquisador convidado ou da casa, levantará algumas questões para discutir com o público. Todavia, em 2018, devido aos problemas estruturas do Acervo, que forçaram o deslocamento de diversas obras, foi preciso reduzir o número de acesso de visitantes ao acervo.

## Biblioteca

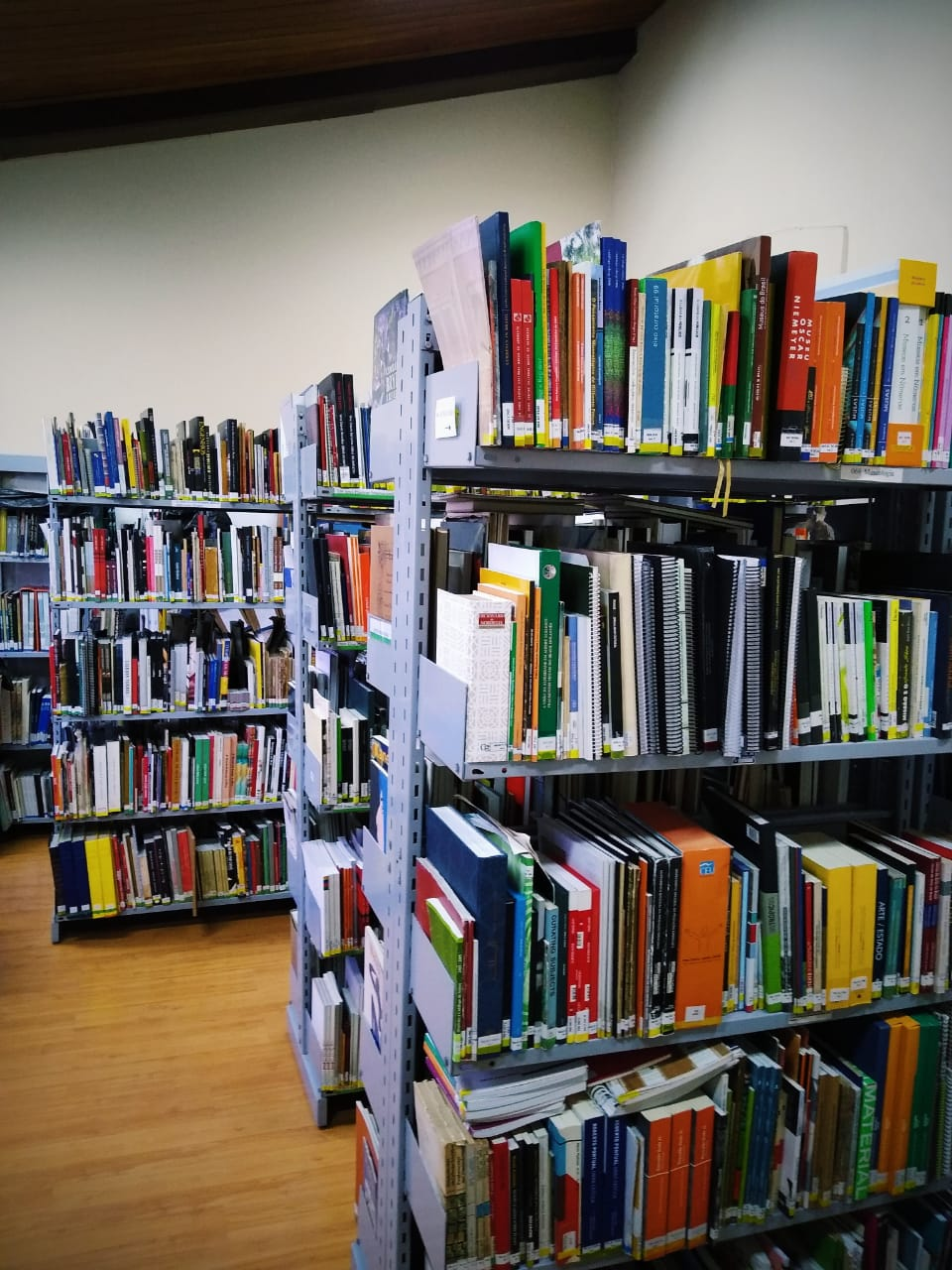
Biblioteca do MAMAM

A Biblioteca e Centro de Documentação Pintora Lígia Celeste – Biblioteca MAMAM é um centro de referência com o reconhecimento de diversas instituições nacionais e possui em seu acervo livros raros de artes visuais e áreas afins. O público atendido é formado por pesquisadores, estudantes e interessados em artes.

## Atividades

### Projeto Múltiplos MAMAM
A proposta do projeto Múltiplos no Mamam é expandir e facilitar o acesso a produção artística local de referência, estimulando o colecionismo e a circulação de obras de arte em Pernambuco. O múltiplo de arte é uma tiragem – ilimitada ou não – de um determinado trabalho assinado pelo artista que devido ao seu caráter de reprodutibilidade torna o preço da obra reduzido, diferente das obras únicas. Dentre as infinitas possibilidades de suporte, o múltiplo pode ser uma gravura, uma fotografia, um livro, uma escultura ou qualquer outro objeto.

### Clube Foto MAMAM
Com a mesma proposta do Projeto Múltiplos, de estimular o colecionismo e a circulação de obras, nesta segunda edição do Clube de Foto o MAMAM contou com Ricardo Resende para fazer a curadoria das cinco fotografias que fazem parte do “Clube”. Esta edição é composta por cinco imagens, sendo uma de cada artista a seguir: Alberto Bitar (Belém /PA), Gordana Manic (Novi Sad / Sérvia), João Castilho (Belo Horizonte/ MG), Jonathas de Andrade (Maceió/ AL – Recife/PE), Priscilla Buhr (Recife/PE).

### Parceria MAMAM | Jacuípe
Iniciada em 2016, com o objetivo de promover a produção de Arte Contemporânea Pernambucana, o MAMAM firmou uma parceria com a Associação Jacuípe, localizada em Água Preta, zona da mata sul de PE. A parceria  oferece possibilidades de desenvolvimento social e cultural, através de um amplo espectro de ações de arte, de fomento à cultura popular e contemporânea. A parceria também possibilitou a divulgação do MAMAM para além das fronteiras da cidade do Recife.
No primeiro ano foram realizadas cinco Residências Artísticas na Usina Santa Terezinha (Água Preta/PE), com cinco artistas pernambucanos indicados pelo Museu. À associação Jacuípe coube a cessão do espaço para a realização das residências, promoção e divulgação das mesmas, e disponibilização de recursos materiais e imateriais aos artistas para a produção de obras de arte, que passaram a fazer parte do acervo da Usina. Em 2018, o Mamam levou novamente seu corpo de arte/educadores e parceiros para realização de diversas oficinas com crianças das escolas públicas de Água Preta, durante o Festival de Arte da Usina. No evento, foram realizados ainda 04 circuitos culturais de mediação das obras de arte que fazem parte do projeto, com a ação, o Mamam viabilizou mais uma edição do projeto Mamam na Estrada, realizando formações e divulgando o nome da Instituição em outras regiões.

### Pernambuco Contemporâneo
Iniciado em 2013, Pernambuco Contemporâneo é um projeto internacional de divulgação e promoção da produção artística pernambucana, realizado em parceria com a Rainhart Gallery de Bruxelas e Itamaraty|Embaixada do Brasil em Bruxelas. A iniciativa já viabilizou a divulgação da Produção de artistas locais e o ingresso dos mesmos no mercado Europeu- nas edições anteriores em Bruxelas(BE), Londres(RU) e em 2016 em Cannes (FR). Em 2018, apesar de não terem acontecido ações efetivas desse projeto, a galeria parceira fez uma exposição de artistas pernambucanos em Atenas como desdobramento dele.

### Google Arts
O MAMAM foi uma das instituições apontadas a participar do Projeto “O que é Arte Contemporânea?” da plataforma Google Arts & Culture, com o objetivo de divulgar o Museu e difundir a produção artística brasileira, disponibilizando imagens de parte das obras que compõem o acervo do Museu. A ação é uma cooperação entre o Museu e o Google, que terá, inicialmente, duração de cinco anos, tendo termos de cessão renovados anualmente após esse prazo. Em 2018, parte do acervo do Museu foi disponibilizado na plataforma, garantindo o acesso virtual e em alta resolução.

### SP Arte
Em 2017, o MAMAM foi indicado para participar da SP-Arte, maior Feira Internacional de Arte Moderna e Contemporânea do hemisfério sul, que acontece entre abril e maio no Pavilhão Cicillio Matarazzo, Parque do Ibirapuera, em São Paulo, Brasil. O MAMAM foi o único museu do N/NE convidado para participação nos estandes institucionais, com parte do seu acervo dos projetos Multiplos MAMAM e Clube foto MAMAM. Essa foi mais uma oportunidade de divulgar o Museu, e consolidar o nome de artistas pernambucanos no cenário artístico e mercado nacional. No ano seguinte, o MAMAM participou novamente da SP-Arte, divulgando a Instituição, o Clube de Múltiplos e o de Fotografia. No evento, foram vendidos alguns cartazes dos Múltiplos Mamam e um Clube de Fotografia.

### Acessibilidade
O museu conta com rampas de acesso, elevadores e banheiros adaptados para pessoas com mobilidade reduzida. Além disso, há sinalização em braile e recursos de audiodescrição para visitantes com deficiência visual, bem como intérpretes de Libras (Língua Brasileira de Sinais) disponíveis em eventos específicos para atender pessoas com deficiência auditiva.